# Зубные болезни

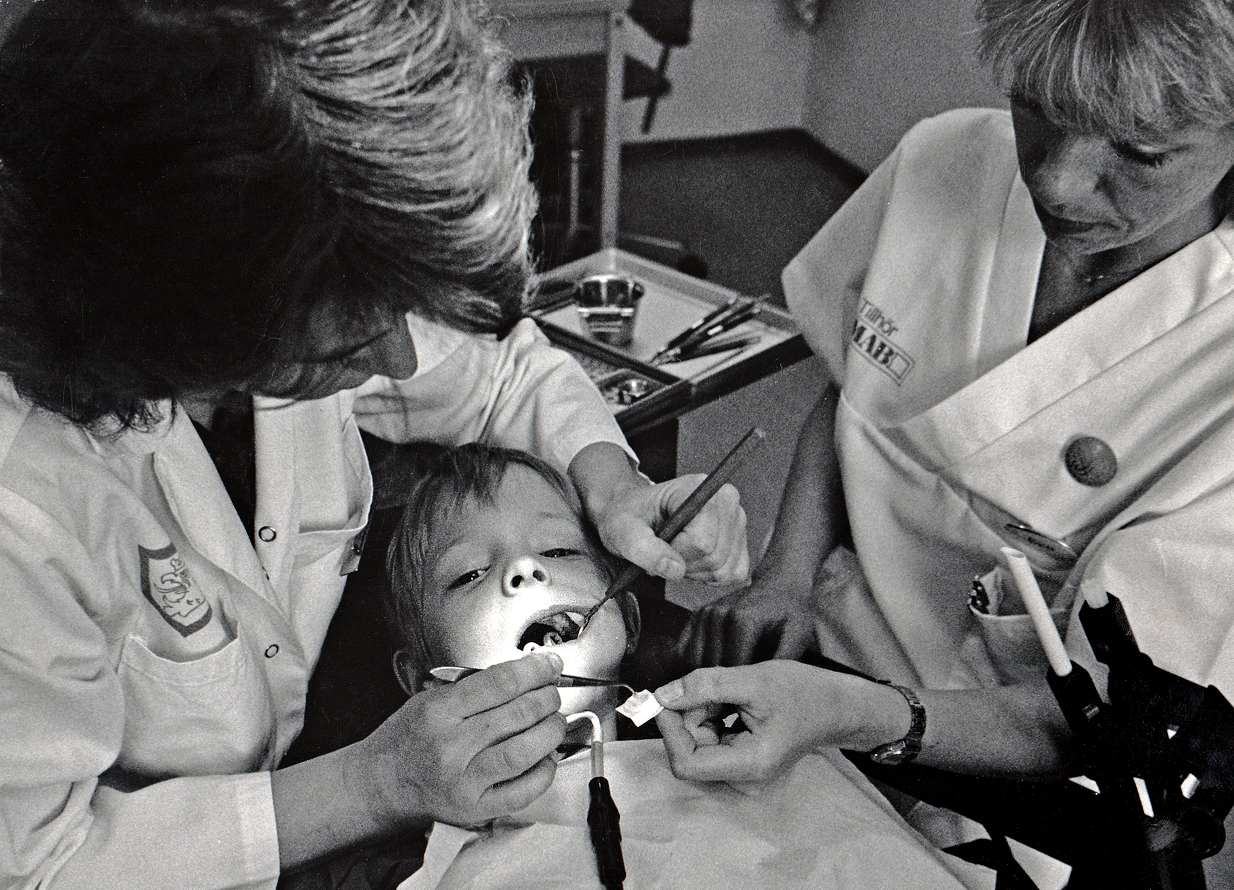
Врач-стоматолог за работой
(Мальмё, Швеция, 1989 год)

Зубные болезни — заболевания околозубных тканей и тканей зубов (как твёрдых, так и мягких). Заболеваниями зубов, методами их профилактики и лечения, а также болезнями полости рта, челюстей и пограничных областей лица и шеи занимается специальный раздел медицины — стоматология.
Основными причинами возникновения зубных болезней являются: влияние внешних факторов (механические повреждения, химические ожоги, радиация и т.п., подробнее см. статью некариозные поражения зубов); болезни внутренних органов человека, вызывающие с нарушением обмена веществ в организме (метаболические заболевания), а также наследственные болезни обмена веществ; недостаток или избыток фтора; нарушения витаминного обмена (см., например, цинга).
Самой распространённой зубной болезнью является кариес зубов; подавляющее большинство обращений к стоматологу связано именно с ним; осложнения этой болезни могут проявиться в виде периостита и остеомиелита. Помимо кариеса, наиболее часто встречаются пульпит, периодонтит, флюороз, перикоронарит и гиперестезия зубов.
Лучшими методами борьбы с зубными болезнями являются гигиена полости рта и регулярные осмотры у врача стоматолога.